# Seznam hlav Čečenska
Prezidenti mezinárodně neuznané Čečenské republiky Ičkerie
de-facto kontrolovali území Čečenska od roku 1991 až do roku 1999. (viz Druhá čečenská válka)
- Džochar Dudajev (listopad 1991 – duben 1996)
- Zelimchan Jandarbijev (duben 1996 – únor 1997)
- Aslan Maschadov (únor 1997 – duben 2005)
- Abdul Chalim Sajdullajev (duben 2005 – červenec 2006)
- Doku Umarov (červenec 2006 – říjen 2007)

## Hlavy Čečenské republiky
Po obnovení ruské kontroly nad Čečenskem
- Achmat Kadyrov (2003–2004†) zavražděn
- Sergej Abramov 2004
- Alu Alchanov (2004–2007)
- Ramzan Kadyrov (2007–současnost; do roku 2011 prezident)